# Котельникова, Елена Михайловна
Елена Михайловна Котельникова (род. 29 сентября 1969) — советская и российская самбистка и дзюдоистка, призёр чемпионата СССР по дзюдо, чемпионка и призёр чемпионатов России по дзюдо, призёр чемпионата Европы по дзюдо, чемпионка и призёр чемпионатов России по самбо, чемпионка Европы и мира по самбо, мастер спорта России международного класса по дзюдо, Заслуженный мастер спорта России по самбо. Участница летних Олимпийских игр 1992 года в Барселоне и 1996 года в Атланте.

## Спортивные достижения
- Чемпионат СССР по дзюдо среди женщин 1988 года — ;
- Чемпионат СНГ по дзюдо среди женщин — ;
- Чемпионат России по дзюдо 1992 года — ;
- Чемпионат России по дзюдо 1993 года — ;
- Чемпионат России по дзюдо 1994 года — ;
- Чемпионат России по дзюдо 1996 года — ;
- Чемпионат России по дзюдо 1997 года — ;
- Чемпионат России по дзюдо 1999 года — ;